# Nymphon biformidens
Nymphon biformidens är en havsspindelart som beskrevs av Stock, J.H. 1974. Nymphon biformidens ingår i släktet Nymphon och familjen Nymphonidae. Inga underarter finns listade i Catalogue of Life.